# Walter Q. Gresham
Walter Q. Gresham (n. 17 martie 1832 - d. 28 mai 1895) a fost un politician american, Secretar de Stat al Statelor Unite între 1893 și 1895.